# Anomala hygina
Anomala hygina är en skalbaggsart som beskrevs av Ohaus 1925. Anomala hygina ingår i släktet Anomala och familjen Rutelidae. Inga underarter finns listade i Catalogue of Life.